# 五营镇 (丰林县)
五营镇是中华人民共和国黑龙江省伊春市丰林县下辖的一个镇。
2016年，伊春市人民政府批准撤销五营街道办事处，下辖地区由五营区直辖。2019年6月，国务院同意调整伊春市部分行政区划，撤销五营区，设立丰林县；同年，黑龙江省人民政府批准设立五营镇。

## 行政区划
五营镇下辖以下村级行政区划单位：
育林社区、建林社区、松林社区、新林社区、跃进村、五营镇林场中心社区和兴龙村。